# Jakob Steigmiller
Jakob Steigmiller (* 1. Januar 1990 in Biberach an der Riß) ist ein ehemaliger deutscher Bahn- und Straßenradrennfahrer.

## Sportlicher Werdegang
2007 wurde Jakob Steigmiller mit Ralf Matzka, Michael Riedle und Christopher Schmieg deutscher Junioren-Meister in der  Mannschaftsverfolgung. 2008 wurde  Vizeweltmeister im Einzelzeitfahren der Junioren im südafrikanischen Kapstadt. Bei den Junioren-Europameisterschaften im polnischen Pruszków errang er drei Bronzemedaillen, in der Einerverfolgung, im Zweier-Mannschaftsfahren (mit Thomas Juhas) sowie in der Mannschaftsverfolgung (mit Thomas Juhas, Johannes Kahra und Theo Reinhardt). Bei der Tour de Berlin belegte er Platz drei in der Kategorie U23. Im Jahr darauf belegte er in der Gesamtwertung der Thüringen-Rundfahrt Platz zwei.
Im Jahr 2011 geriet Steigmüller vorläufig unter Dopingverdacht, da er – wie viele andere Athleten – vom Sportmediziner Andreas Franke am Erfurter Olympiastützpunkt sein Blut mit UV-Strahlen behandeln ließ. Die Nationale Anti-Doping Agentur Deutschland sprach Steigmiller im September 2012 frei, da die Behandlung zwar objektiv die Anwendung einer unerlaubten Methode darstelle, ihn aber kein Verschulden treffe. Die Welt-Anti-Doping-Agentur (WADA) bestätigte im Oktober 2012 diese Entscheidung.
2012 wurde Steigmiller mit dem Vierer bei den Bahn-Weltmeisterschaften, womit dieser die Qualifikation für die Olympischen Spiele verpasste.
Nach der Saison 2012 beendete Jakob Steigmiller seine Karriere als aktiver Leistungssportler. Er kündigte an, in Köln Englisch und Sport studieren zu wollen (Stand: Januar 2014).

## Erfolge

### Bahn
2007
- Deutscher Junioren-Meister – Mannschaftsverfolgung (mit Ralf Matzka, Michael Riedle und Christopher Schmieg)

2008
- Junioren-Europameisterschaft – Einerverfolgung, Zweier-Mannschaftsfahren (mit Thomas Juhas), Mannschaftsverfolgung (mit Thomas Juhas, Johannes Kahra und Theo Reinhardt)
- Deutscher Junioren-Meister – Einerverfolgung

2010
- U23-Europameisterschaft – Mannschaftsverfolgung (mit Johannes Kahra, Theo Reinhardt und Lucas Liß)

### Straße
2008
- Junioren-Weltmeisterschaft – Einzelzeitfahren
- Deutscher Junioren-Meister – Einzelzeitfahren

## Teams
- 2010–2012 Thüringer Energie Team